# Karłątek klinek
Karłątek klinek (Hesperia comma) – motyl dzienny z rodziny powszelatkowatych.

## Wygląd
Rozpiętość skrzydeł od 30 do 36 mm. Dymorfizm płciowy wyraźnie zaznaczony: samiec na przednim skrzydle ma klinowatą ciemną plamę z łusek zapachowych; u samicy plamy takiej brak.

## Siedlisko
Suche i nasłonecznione obszary z rzadką roślinnością, murawy kserotermiczne, ugory, obrzeża lasów, polany.

## Biologia i rozwój
Wykształca jedno pokolenie w roku (połowa lipca-koniec sierpnia). Rośliny żywicielskie: najczęściej kostrzewa owcza, życica trwała, szczotlicha siwa. Jaja składane są na roślinach tworzących niską darń. Jaja zimują, larwy wylęgają się na wiosnę. Stadium larwy trwa 3 miesiące, a poczwarki - 2 tygodnie.

## Rozmieszczenie geograficzne
Gatunek holarktyczny, w Polsce występuje na terenie całego kraju, ale na północy jest rzadszy.